# Hermann Trefurth

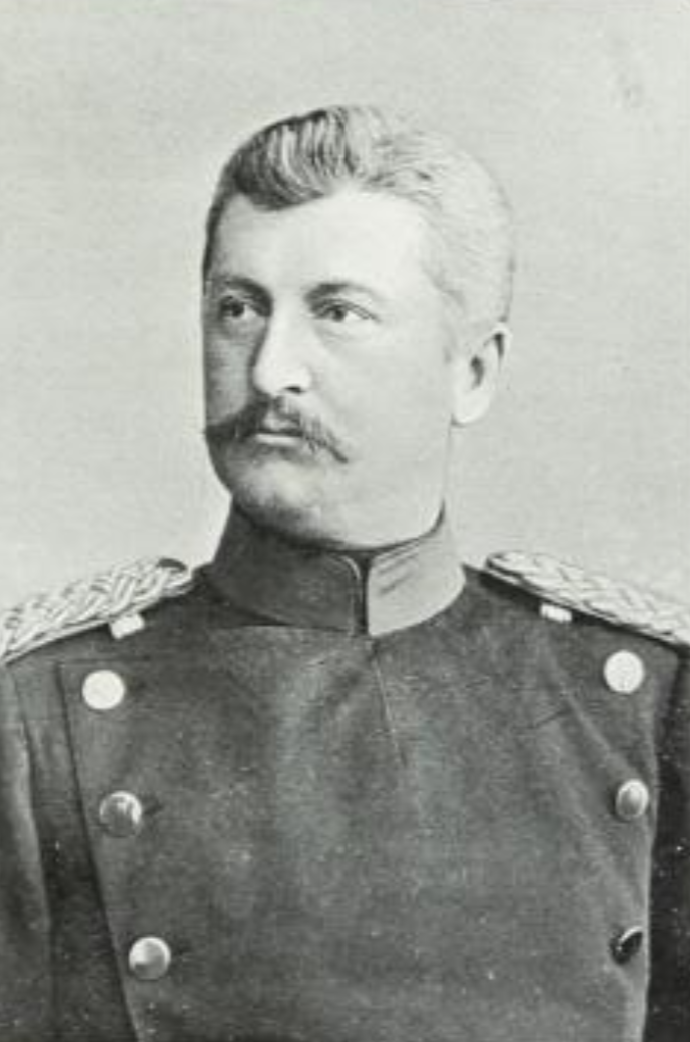
Hermann Trefurth

Otto Hermann Trefurth (* 2. Juli 1846 in Schneeberg; † 26. September 1896 in Davos) war ein sächsischer Offizier, langjähriger Abteilungschef im sächsischen Kriegsministerium, Regimentskommandeur und Rat in der Privatvermögensverwaltung des sächsischen Königs.

## Leben
Hermann Trefurth trat 1861 in den Kadettenkorps der sächsischen Armee ein und wurde nach langjähriger Erziehung am 1. April 1865 als Portepeejunker dem 4. Jäger-Bataillon in Leipzig überwiesen. Er avancierte 1866 zum Leutnant und machte 1866 den Feldzug gegen Preußen teil. Nach der anschließenden Niederlage des Königreich Sachsen und Reorganisation der sächsischen Armee wurde er zur 10. Kompanie des neuerrichteten Schützen-(Füsilier-)Regiment „Prinz Georg“ (Königlich Sächsisches) Nr. 108 unter dessen Regimentskommandeur Julius von Schulz verlegt. In diesem wurde er am 29. September 1868 zum Oberleutnant befördert und rückte 1870 mit seinem Verband gegen Frankreich aus. Nach der Teilnahme an der Schlacht bei Sedan ersetzte er den zum Major beförderten Hauptmann Lehmann als Kompaniechef der 6. Kompanie. Er wurde bei der Schlacht bei Villiers schwerstens verwundet und wurde nach Genesung 1871 dem Ersatz-Bataillon des Regiments in Dresden zugeteilt.
Nach Kriegsende wurde er zur preußischen Kriegsakademie in Berlin abgeordnet, wo er die nächsten Jahre über verblieb. Unter Beförderung zum Hauptmann am 20. April 1874 wurde er zudem in den großen Generalstab in Berlin versetzt. 1876 wurde er neben dem Hauptmann Max von Hausen als ersten Kriegsakademiker in den sächsischen Generalstab versetzt, wo er zunächst bei der Taktischen Abteilung seinen Dienst verrichtete. 1878 diente er erneut drei Jahre beim Großen Generalstab in Berlin, wobei er mit den sächsischen Offizieren Max von Hause und Moritz von Egidy eine tiefe Freundschaft bildete. Max von Hausen bezeichnete Trefurth in seinen Memoiren, als immer treu und gut gelaunten Menschen. 1881 wurde er dem Generalstab der 24. Division (2. Königlich Sächsische) zugeteilt und am 17. September 1882 zum Major befördert. 1885 wurde er als Abteilungschef der Abteilung für Commando-Angelegenheiten in das sächsische Kriegsministerium versetzt. In dieser Eigenschaft wurde er zudem am 22. Juni 1888 zum Oberstleutnant befördert. Nach langjähriger Dienstzeit wurde er unter Beförderung zum Oberst am 24. Januar 1892 mit der Führung des 8. Infanterie-Regiment „Prinz Johann Georg“ Nr. 107 beauftragt und dem Regiment á la suite gestellt. Er wurde kurz darauf als Regimentskommandeur bestätigt. 1895 wurde er wegen gesundheitlichen Problemen unter Genehmigung seines Abschiedsgesuches mit Pension und Erlaubnis zum Tragen der Regimentsuniform zur Disposition gestellt.
Im Ruhestand wurde er als Nachfolger des Geheimen Hofrat Baumann in die Vermögensverwaltung des sächsischen König Albert berufen, wobei er wegen seines sich verschlechternden Gesundheitszustandes 1895 gezwungen war, diese Position aufzugeben. Er zog nach Davos und verstarb schon ein Jahr darauf.
Trefurth wurde unter großer Anteilnahme auf dem Urnenhain Tolkewitz begraben. Zu seiner Beerdigung erschienen zahlreiche bekannte Persönlichkeiten, darunter Generalleutnant Wilhelm von Minckwitz, Oberhofmeister Theodor von Malortie, Hofmarschall von Reitzenstein, der Dresdner Stadtkommandant Heinrich von Zeschau, die Generäle von Leonhardi und Paul Zerener, der Oberkriegsrat Dr. Pechwell, alle Offiziere des Schützen-Regiment 108, sowie nahezu alle Offiziere des Infanterie-Regiment Nr. 107. Der Pastor Sulze hielt eine Trauerrede, wobei sein Sarg von Unteroffizieren des Schützenregiment unter Anklang des Trauermarsches von Chopin zur Grabstätte gebracht wurde. Der sächsische Kriegsminister Paul von der Planitz widmete Trefurth folgenden Nachruf:

„Der am 26. September in Davos gestorbene Oberst z. D. Trefurth hat in der Armee als Generalstabsoffizier und besonders als Abteilungschef im Kriegsministerium ausgezeichnete Dienste geleistet. Das Leiden, welches den Verstorbenen zwang, aus dem von ihm heißgeliebten Stande vor einigen Jahren auszuscheiden, hat nun in dem tödlichen Abschlusse seinen Freunden in der Armee einen treuen Kameraden entrissen. Das Andenken dieses im Kriege und Frieden bewährten, im Feldzuge 1870 schwer verwundeten, in jeder Lage des Lebens geist-, gemüth- und humorvollen Offiziers wird von der Armee stets hochgehalten werden. v. d. Planitz, General der Infanterie und Kriegsminister.“

Hermann Trefurth war Vater von mindestens einem Sohn, Hermann Albert Trefurth (* 1879 in Berlin). Dieser schlug ebenfalls eine militärische Karriere ein. Trefurth verdiente sich über seine gesamte militärische Karriere zahlreiche Auszeichnungen an, darunter das Ritterkreuz I. Klasse des sächsischen Verdienstordens, dem Komturkreuz II. Klasse des Albrechtsordens, sowie dazu noch das Ritterkreuz I. Klasse mit Kriegsdekoration, das Dienstauszeichnungskreuz, dem Ritterkreuz I. Klasse des bayerischen Militärverdienstorden, dem Kommandeurkreuz des Christus-Orden, dem Roten Adlerorden III. Klasse, das Eiserne Kreuz II. Klasse und das Komturkreuz II. Klasse des Herzoglich Sachsen-Ernestinischer Hausorden.